# Bangladesh aux Jeux olympiques d'été de 2012
Le Bangladesh participe aux Jeux olympiques d'été de 2012 à Londres. Il s'agit de sa 8e participation aux Jeux olympiques d'été.

## Athlétisme
Hommes
| Athlète    | Épreuve      | Séries      | Séries        | Quarts de finale | Quarts de finale | Demi-finales | Demi-finales | Finale   | Finale |
| Athlète    | Épreuve      | Résultat    | Rang          | Résultat         | Rang             | Résultat     | Rang         | Résultat | Rang   |
| ---------- | ------------ | ----------- | ------------- | ---------------- | ---------------- | ------------ | ------------ | -------- | ------ |
| Mohan Khan | 100 m hommes | 11.25" (MP) | 21e (éliminé) | NC               | NC               | –            | –            | –        | –      |

## Gymnastique

### Artistique
Hommes
| Syque Caesar | Individuel | 14.666 | - | - | - | 14.766 | 13.700 | 43.122 | ??e (éliminé) |

## Natation
| Athlète            | Épreuve                | Séries | Séries        | Demi-finales | Demi-finales | Finale | Finale |
| Athlète            | Épreuve                | Temps  | Rang          | Temps        | Rang         | Temps  | Rang   |
| ------------------ | ---------------------- | ------ | ------------- | ------------ | ------------ | ------ | ------ |
| Rahmad Md Mahfizur | 50 m nage libre hommes | 24.64" | 39e (éliminé) | NC           | NC           | –      | –      |

## Tir
| Athlète       | Compétition                         | Qualification | Qualification  | Finale | Finale |
| Athlète       | Compétition                         | Points        | Rang           | Points | Rang   |
| ------------- | ----------------------------------- | ------------- | -------------- | ------ | ------ |
| Sharmin Ratna | Carabine à 10 m air comprimé femmes | 393           | 27e (éliminée) |        |        |

## Tir à l'arc
| Athlète             | Compétition       | Tour préliminaire | Tour préliminaire               | 1er tour                            | 2e tour          | 3e tour          | Quarts de finale | Demi-finales     | Finale           | Finale |
| Athlète             | Compétition       | Score             | Rang                            | Adversaire Score                    | Adversaire Score | Adversaire Score | Adversaire Score | Adversaire Score | Adversaire Score | Rang   |
| ------------------- | ----------------- | ----------------- | ------------------------------- | ----------------------------------- | ---------------- | ---------------- | ---------------- | ---------------- | ---------------- | ------ |
| Emdadul Haque Milon | Individuel hommes | 636 points        | 61e (qualifié pour le 1er tour) | Godfrey Larry (GBR) 0 - 6 (éliminé) | -                | -                | -                | -                | -                | -      |